# 徳中祐満
徳中 祐満（とくなか すけみつ、1887年〈明治20年〉10月2日 - 1966年〈昭和41年〉8月5日）は、日本の政治家。北海道議会議員（自由民主党、6期）。実業家。

## 経歴
石川県人徳中満吉の長男に生まれる。大野商店に勤務後、雑貨店を経営し、室蘭自動車合資会社（現・道南バス）を創立。また、室蘭瓦斯（現・室蘭ガス）を創立し、市民生活の向上に力を尽くした。
政治面では1926年室蘭市会議員に初当選。副議長、議長を務め、1947年まで市会議員の地位にあった。1939年北海道会議員に当選。1966年に死去するまで6期務め、商工、土木の各委員長、1959年から4年間議長を務めた。この間、1946年の第22回衆議院議員総選挙で北海道1区(大選挙区制)から立候補するが落選。1949年の第24回衆議院議員総選挙では北海道4区から民主自由党公認で立候補したが落選した。
ほか、室蘭融資社長、室蘭商工会議所会頭、北海道自動車協会会長、北海道自動車学校理事、室蘭商工信用組合理事長などを務め、室蘭市の経済発展に寄与した。さらに産業会館の建設、室蘭港の特定重要港湾の指定など室蘭市だけでなく、北海道の運輸、産業、経済及び、地方自治の発展、確立に寄与、貢献した。

## 栄典
- 1965年 - 勲四等瑞宝章[1]
- 1972年 - 室蘭市名誉市民[1]